# 都甲荘
都甲荘（とごうのしょう）は、豊後国国東郡（現在の大分県豊後高田市）付近にあった荘園。

## 概要
11世紀に源経俊によって開発されたと伝えられ、後にその娘を娶った大神氏の者が「都甲氏」を名乗って継承し、宇佐八幡宮の神宮寺であった弥勒寺を荘園領主（領家）として仰いだ。弥勒寺は12世紀に入ると石清水八幡宮の支配下に入って実質上の本所となった。都甲氏は鎌倉幕府に従って都甲荘の地頭の地位を得て元寇などにおいても活躍したが、同氏の内紛をきっかけに守護大友氏の干渉が始まり、大友氏は都甲氏より地頭職の半分を奪って一族の吉弘氏に与え、吉弘氏は本来延暦寺の支配下にあった隣接する六郷山（長安寺両子寺・天念寺などの天台宗系寺院とその寺領）を都甲荘に併呑して勢力を伸ばした。とは言え、弥勒寺・都甲氏の荘内での支配地域も依然として存在しており、南北朝時代以後もその活動がみられる。だが、豊臣政権期に大友氏が改易されるとその家臣であった吉弘氏・都甲氏も所領を失って豊後国を去り、都甲荘も完全に解体されることになる。